# Svartabborrtjärnen (Ragunda socken, Jämtland, 700775-153615)
Svartabborrtjärnen är en sjö i Ragunda kommun i Jämtland och ingår i Indalsälvens huvudavrinningsområde.